# Fermín Aldeguer
Fermín Aldeguer Mengual, né le 5 avril 2005 à Murcie, est un pilote de vitesse moto espagnol. Il participe actuellement au championnat du monde de vitesse Moto GP au sein de l'équipe Gresini racing

## Biographie

### Les débuts et premiers titres en championnat d'Europe

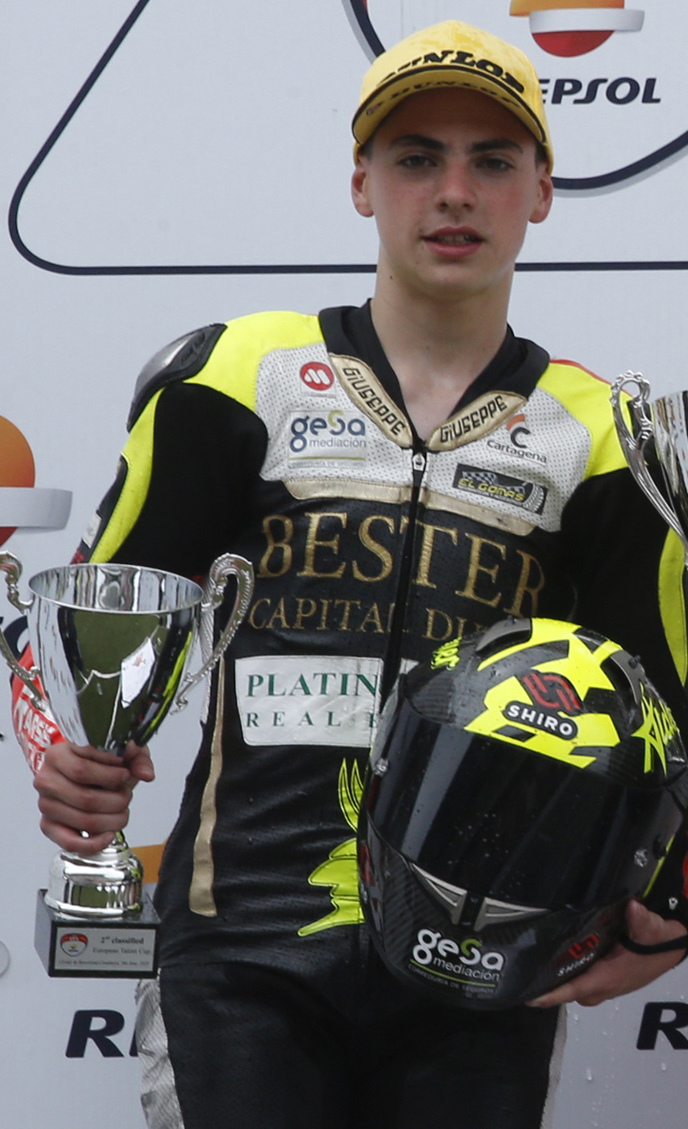
Fermín Aldeguer.

Aldeguer a participé à la European Talent Cup en 2018 et 2019 avant de passer au championnat d'Europe FIM CEV où il remporte successivement les titres en Superstock 600 en 2020 puis le Moto2 lors de la saison 2021.

### Moto2 et premières victoires en Grand Prix
En 2021, il a fait plusieurs apparitions en remplacement de Yari Montella (it), blessé et suspendu, dans la catégorie Moto2, tout en participant à plein temps au championnat MotoE avec l'équipe Aspar. Il a finalement remplacé Montella pour les quatre dernières manches de la saison Moto2 après la fin de la saison MotoE à Misano.
A l'issue de la saison 2021 il signe avec l'équipe Speed Up Racing un nouveau contrat de tori saisons.
Durant la saison 2022 qu'il termine à la 15e place du championnat, Aldeguer obtient comme meilleur résultat deux 4e place aux Grand Prix d'Australie et de Valence.
La saison suivante il signe sa première victoire lors du Grand Prix de Grande Bretagne. Il obtient également deux autres podiums avec des troisième place aux Grand Prix d'Indonésie et d'Australie avant de remporter quatre victoires consécutives lors de Grand Prix de Thaïlande, de Malaisie, du Qatar et de Valence.

### Championnat de MotoGP
Le 18 mars 2024, Ducati annonce qu'il a signé un contrat pour rejoindre la grille de MotoGP à partir de la saison 2025, sans dévoiler l'équipe dans laquelle il atterrira. Il arrive finalement chez Gresini Racing pour remplacer Marc Márquez parti dans l'équipe usine Ducati. Il fait un début de saison prometteur, notamment en finissant 3e sur pour son premier podium en catégorie reine lors du Grand Prix de France.

## Résultats en championnat

### En championnat d'Europe FIM CEV

#### Par course
| Saison | Catégorie      | Moto   | 1      | 2      | 3      | 4      | 5      | 6      | 7      | 8      | 9      | 10     | 11     | Pos | Pts |
| ------ | -------------- | ------ | ------ | ------ | ------ | ------ | ------ | ------ | ------ | ------ | ------ | ------ | ------ | --- | --- |
| 2020   | Superstock 600 | Yamaha | EST1 1 | EST2 1 | POR1 1 | POR2 1 | JER1 1 | JER2 1 | ARA1 2 | ARA2 5 | ARA3 2 | VAL1 2 | VAL2 1 | 1er | 246 |

| Saison | Catégorie | Moto       | 1      | 2      | 3     | 4      | 5      | 6      | 7      | 8      | 9      | 10     | 11     | 12    | Pos | Pts |
| ------ | --------- | ---------- | ------ | ------ | ----- | ------ | ------ | ------ | ------ | ------ | ------ | ------ | ------ | ----- | --- | --- |
| 2021   | Moto2     | Boscoscuro | EST1 1 | EST2 1 | VAL 1 | CAT1 1 | CAT2 1 | POR1 1 | POR2 1 | ARA1 1 | ARA2 C | JER1 1 | JER2 2 | VAL 2 | 1er | 265 |

### En championnats du monde de vitesse moto

#### Par saison
(Mise à jour après le Grand Prix moto d'Australie 2024)
| Saison | Catégorie | Moto       | Equipe              | GP | Victoire | Podium | Pole | M.Tour | Pts | Position |
| ------ | --------- | ---------- | ------------------- | -- | -------- | ------ | ---- | ------ | --- | -------- |
| 2021   | MotoE     | Energica   | OpenBank Aspar Team | 7  | 0        | 0      | 1    | 0      | 51  | 9e       |
| 2021   | Moto2     | Boscoscuro | Speed Up Racing     | 8  | 0        | 0      | 0    | 0      | 13  | 25e      |
| 2022   | Moto2     | Boscoscuro | Speed Up Racing     | 20 | 0        | 0      | 2    | 0      | 80  | 15e      |
| 2023   | Moto2     | Boscoscuro | Speed Up Racing     | 20 | 5        | 7      | 3    | 4      | 212 | 3e       |
| 2024   | Moto2     | Boscoscuro | Sync Speed Up       | 17 | 3        | 5      | 2    | 2      | 175 | 7e       |
| Total  | Total     | Total      | Total               | 72 | 8        | 12     | 8    | 6      | 531 |          |

#### Par catégorie
(Mise à jour après le Grand Prix moto d'Australie 2024)
| Catégorie | Saisons      | 1er GP       | 1er podium           | 1re victoire         | GP | Victoire | Podiums | Pole | M.Tour | Pts | Titre |
| --------- | ------------ | ------------ | -------------------- | -------------------- | -- | -------- | ------- | ---- | ------ | --- | ----- |
| MotoE     | 2021         | Espagne 2021 |                      |                      | 7  | 0        | 0       | 1    | 0      | 51  | 0     |
| Moto2     | 2021–présent | Italie 2021  | Grande-Bretagne 2023 | Grande-Bretagne 2023 | 65 | 8        | 12      | 8    | 6      | 455 | 0     |
| Total     | 2021–présent | 2021–présent | 2021–présent         | 2021–présent         | 72 | 8        | 12      | 8    | 6      | 531 | 0     |

#### Par course
| Sais | Cat    | Moto       | 1       | 2      | 3       | 4       | 5       | 6       | 7       | 8       | 9      | 10     | 11     | 12      | 13      | 14      | 15     | 16      | 17      | 18      | 19     | 20    | 21  | 22  | Clas | Pts |
| ---- | ------ | ---------- | ------- | ------ | ------- | ------- | ------- | ------- | ------- | ------- | ------ | ------ | ------ | ------- | ------- | ------- | ------ | ------- | ------- | ------- | ------ | ----- | --- | --- | ---- | --- |
| 2021 | MotoE  | Energica   | SPA Ret | FRA 15 | CAT 6   | NED 7   | AUT 4   | RSM1 7  | RSM2 7  |         |        |        |        |         |         |         |        |         |         |         |        |       |     |     | 9e   | 51  |
| 2021 | Moto2  | Boscoscuro | QAT     | DOH    | POR     | SPA     | FRA     | ITA 12  | CAT     | GER Ret | NED    | STY    | AUT    | GBR 16  | ARA 7   | RSM     | AME 21 | EMI 16  | ALR 16  | VAL 17  |        |       |     |     | 25e  | 13  |
| 2022 | Moto2  | Boscoscuro | QAT 16  | INA 7  | ARG Ret | AME Ret | POR 7   | SPA Ret | FRA Ret | ITA 14  | CAT 15 | GER 5  | NED 11 | GBR 15  | AUT Ret | RSM Ret | ARA 6  | JPN Ret | THA Ret | AUS 4   | MAL 10 | VAL 4 |     |     | 15e  | 80  |
| 2023 | Moto2  | Boscoscuro | POR 13  | ARG 15 | AME 6   | SPA 10  | FRA 8   | ITA Ret | GER 8   | NED 4   | GBR 1  | AUT 9  | CAT 13 | RSM Ret | IND 12  | JPN 22  | INA 3  | AUS 3   | THA 1   | MAL 1   | QAT 1  | VAL 1 |     |     | 3e   | 212 |
| 2024 | Moto2  | Boscoscuro | QAT 16  | POR 4  | AME 3   | ESP 1   | FRA 7   | CAT Ret | ITA Ret | NED 2   | GER 1  | GBR 12 | AUT 20 | ARA Ret | RSM 6   | EMI 5   | INA 4  | JPN 12  | AUS 1   | THA Ab. | MAL    | SLD 9 |     |     | 5e   | 182 |
| 2025 | MotoGP | Ducati     | THA 13  | ARG 16 | AME Ret | QAT 5   | ESP Ret | FRA 3   | GBR     | ARA     | ITA    | NED    | ALL    | TCH     | AUT     | HON     | CAT    | RSM     | JPN     | IND     | AUS    | MAL   | POR | VAL |      |     |

* Saison en cours

## Palmarès

### Victoires en Moto2: 8
| Année | Lieu du Grand Prix                           | Circuit                          | Ville                |
| ----- | -------------------------------------------- | -------------------------------- | -------------------- |
| 2023  | Grand Prix moto de Grande-Bretagne           | Circuit de Silverstone           | Silverstone          |
| 2023  | Grand Prix moto de Thaïlande                 | Circuit Chang                    | Buriram              |
| 2023  | Grand Prix moto de Malaisie                  | Circuit international de Sepang  | Sepang               |
| 2023  | Grand Prix moto du Qatar                     | Circuit international de Losail  | Lusail               |
| 2023  | Grand Prix moto de la Communauté valencienne | Circuit de Valence Ricardo Tormo | Cheste               |
| 2024  | Grand Prix moto d'Espagne                    | Circuit permanent de Jerez       | Jerez de la Frontera |
| 2024  | Grand Prix moto d'Allemagne                  | Sachsenring                      | Hohenstein-Ernstthal |
| 2024  | Grand Prix moto d'Australie                  | Circuit de Phillip Island        | Phillip Island       |